# 流作場

一般的な河川堤防の断面図。
1.計画高水位 (HWL) 2.低水路 3.高水敷（河川敷）　4.表法 5.表小段 6.天端 7.裏法 8.裏小段 9.犬走り 10.低水護岸 11.堤外地 12.堤防敷 13.堤内地 14.河川区域

流作場（りゅうさくば）は、湖沼や河川の沿岸にある、堤外の新田。堤防から見て水の流れている側の土地を堤外地という。水量の少ないときには水につかっていないが、水量が増えると水面下になる。新田とは、いわゆる田んぼばかりでなく、畑その他の耕作地を含む呼称である。
堤外地は湖沼や河川の近くの湿地であるため、通常の農地と異なり、降水が多い年には作付・収穫が難しく、旱魃の年の方が収穫量が多いという土地である。そのため生産力が非常に不安定で、検地の際には正式な耕地として「高」を決めて石盛をつけるようなことはせず、反別だけを測って、諸役は賦課せず、年貢のみを納めさせた。そのような土地柄のため、江戸時代前期は「原地（はらち）」・「秣場（まぐさば）」として本田畑の肥料の供給地・入会地（共有地）として扱われ、各村の所持分の境界線も不分明なことが多かった。
享保の改革後期、関東地方の流作場の開発が勘定奉行の神尾春央や勘定組頭の堀江芳極によって推進された。これは年貢増徴策の一環で、本来は入会地である河川敷を、耕地として開発して年貢を徴収しようとする方針であった。享保7年（1722年）9月に出された「各私領地の領有権は、検地によって高に結ばれた土地だけで、それ以外は幕府の土地である」という法令を元にした政策で、改革後期を主導した老中・松平乗邑による幕府の直接支配地を拡大しようとする目論見でもあった。堀江による寛保元年（1741年）の「関東川々流作場検地之儀に付存寄申上候書付」では、関東地方の流作場は1万町歩になるという。
松平乗邑体制による新田開発政策は、各私領地の領主である大名・旗本や現地の農民たちの抵抗に遭う。流作場検地も、元文3年（1738年）8月、関宿藩（関宿城：現千葉県野田市）20町村の町村役人が、流作場から得られる肥料が減少することを理由に反対運動を行っている。